# Тея (планета)

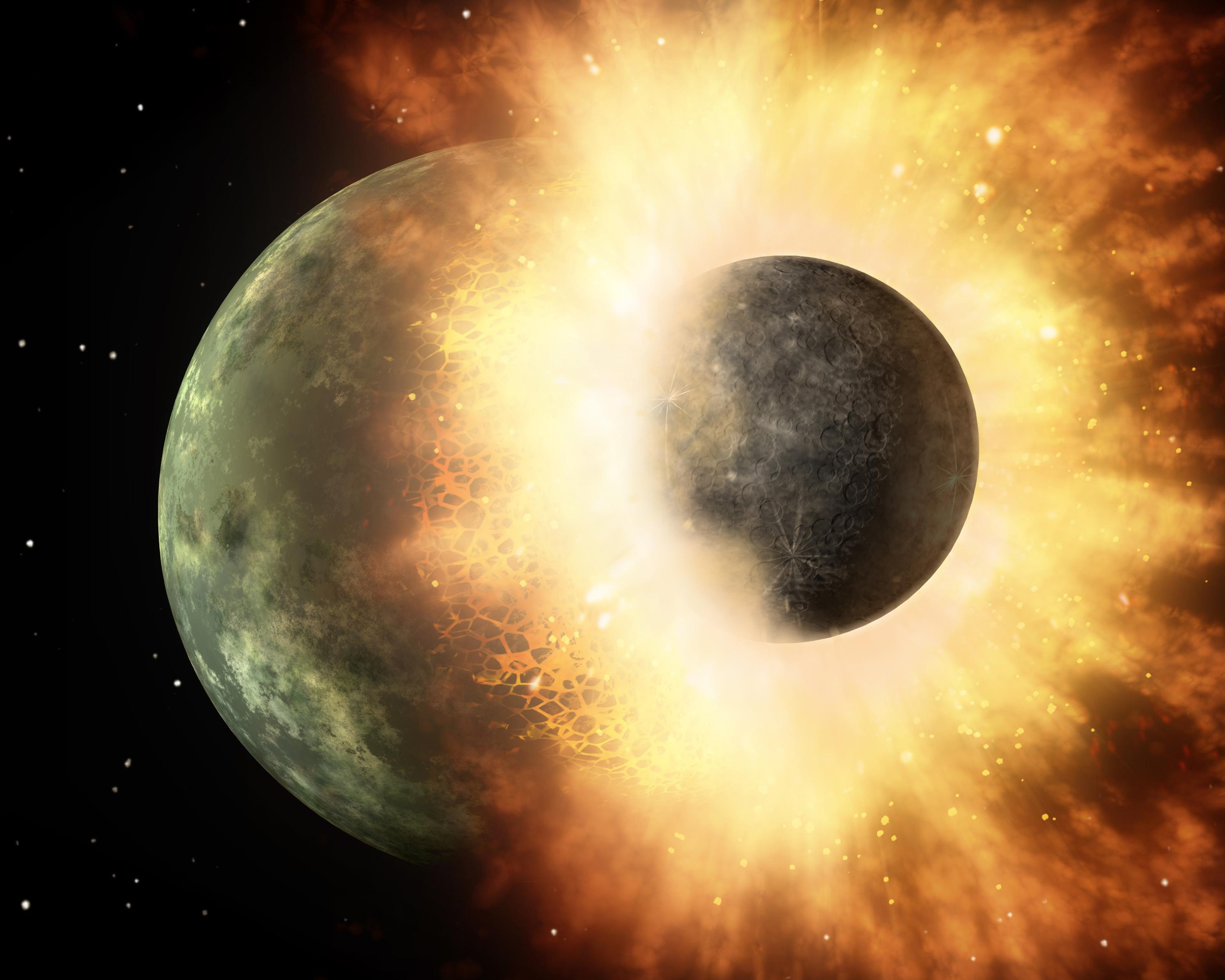
Художнє відтворення теорії гігантського зіткнення Теї із Землею, унаслідок якого утворився Місяць.

Те́я (від грец. Θεία) — планета, яка, імовірно, існувала на початку формування Сонячної системи на тій же орбіті, що й Земля. Згідно з моделлю ударного формування Місяця, власне зіткнення Теї із Землею й призвело до формування Місяця. Тея, імовірно, проіснувала впродовж сотні мільйонів років від моменту формування Сонячної системи (~4,6 млрд років) й до моменту зіткнення із Землею (~4,5 млрд років). Об'єкт сформувався в точці Лагранжа (L4 або L5) відносно системи двох тіл Земля — Сонце. Орієнтовно маса Теї була порівнянна з масою Марса (1/10 Землі). Планета названа на честь Теї — матері Селени (богині Місяця).

## Зіткнення

Зближення та зіткнення Теї та Землі, і утворення Місяця.
(Схематичне відтворення в системі координат, що обертається з фіксацією щодо Землі. Одна петля Теї відповідає року.)

За деякими даними, планетезималь Теї, імовірно, проіснувала 30—50 мільйонів років від формування Сонячної системи і 4,53 млрд років тому зіткнулася із прото-Землею. Згідно з результатами порівняльного аналізу розподілу ізотопів рубідію та стронцію на Місяці та Землі, проведеного у 2008 році, зіткнення відбулося 4,48 ± 0,02  млрд років тому. Останнє число добре узгоджується з датою 4,46 ± 0,04 млрд років, яка була раніше отримана, на основі втрати свинцю та формуванню кори Місяця. Відтак, Тея могла існувати впродовж 70—110 млн років.
Прото-Земля на момент зіткнення вже мала майже сучасну масу. Початкова швидкість зіткнення була незначною (в астрономічному розумінні) — 4 км/сек. Кут падіння Теї був гострим, орієнтовно 45°. Залізне ядро Теї занурилося до земного ядра, тоді як більша частина мантії Теї та значна частка мантії Землі були викинуті в космос, де сформували акреційний диск. З акреційного диска в дуже короткий час (в межах століття, можливо навіть одного місяця) сформувався супутник планети — Місяць.
Комп'ютерне моделювання показує, що в троянських точках Лагранжа системи Земля — Місяць тривалий час, до 100 млн років, могли існувати значні тіла або скупчення уламків.
Унаслідок зіткнення Земля отримала значний кутовий момент обертання: доба тривала близько п'яти годин. Надалі, унаслідок віддалення Місяця, обертання Землі сповільнилося до нинішніх двадцяти чотирьох годин у добі.

## Обґрунтування
Згідно із сучасними поглядами, ізотопний розподіл планет суттєво залежить від відстані до Сонця. Місяць і Земля, маючи схожий розподіл ізотопів, не могли сформуватися на відмінних орбітах, проте факт відсутності на Місяці важких елементів було складно пояснити одночасним утворенням на одній орбіті обидвох тіл.
Уперше гіпотезу «великого удару» (англ. Big Impact) або «великого сплеску» (англ. Big Splash) висунула 1975 року група американських астрофізиків: Ел Камерон (англ. Al Cameron), Вільямо Вард (англ. William Ward) та Вільям Гартманн (англ. William Hartmann). Отже, відносно легко було обґрунтовано майже повну відсутність на Місяці тяжких елементів, наприклад заліза. Проте об'єкт, що утворився деінде, мав би суттєво відмінний склад, тобто в новоутвореного Місяця був би відмінний ізотопний склад, наприклад ізотопів кисню (18O, 17O, 16O).
Місце виникнення Теї тривалий час залишалося слабким місцем теорії. У новоутвореній Сонячній системі не було місць, де зміг утворитися такий значний об'єкт, як Тея зі схожим до Землі ізотопним складом. Адже для накопичення такої маси повинен був минути певний час існування на стабільній орбіті. 2004 року на основі комп'ютерного моделювання два співробітники Принстонського університету Річард Ґотт (англ. Richard Gott) та Едуард Белбруно (англ. Edward Belbruno) проілюстрували, що в одній із троянських точок Лагранжа, яка відстає від Землі на 60°, зміг би утворитися планетоїд, який мав би достатньо часу для розростання до маси Марса. Орієнтовно за сотню мільйонів років об'єкт був розхитаний гігантом Юпітером і поступово зблизився та зіткнувся б із Землею на незначній швидкості. Оскільки і Земля, і Тея сформувалися на одній орбіті, то й ізотопний склад у них схожий.
25 лютого 2011 року було оголошено про відкриття двох планет на одній орбіті в планетарній системі KOI-730. Обидві планети перебувають в троянських точках одна відносно одної. Існування таких об'єктів є ще одним підтвердженням правдоподібності існування Теї. За розрахунками орбіт, мінімум упродовж найближчих 2,2 млн років обидві планети матимуть стабільні орбіти.

## Назва
Гіпотетична планета отримала свою назву на честь персонажа з давньогрецької міфології титана Теї — дочки Неба (Урана) та Землі (Геї). Тея від свого чоловіка та брата Гіперіона породила трьох богів: доньки Селена (Місяць) та Еос (ранкова зоря), син Геліос (Сонце).